# 木原たけし
木原 たけし（きはら たけし、1933年3月27日 - ）は、日本の翻訳家。元俳優、声優。本名：河内 博。
主に日本語吹き替え作品の翻訳家として第一線で活躍し、数多くのヒット作を手がけた。

## 経歴
京都府福知山市出身。幼少期は神戸で育ち、太平洋戦争による疎開などを経て、終戦後は日光市に移住。
高校時代に演劇部へ所属したことがきっかけで、卒業後は役者になることを志望。だが、実家が代々医者の家系であったことなどから両親に反対され、時間稼ぎのために国際基督教大学英語学科へ進学。在学中に演劇部を設立し、卒業後は役者として演劇を続けながら、テレビドラマのエキストラ出演や生放送CMのモデルをしていた。俳優としてはタレントエージェント、シナリオ文芸くらぶに所属していた。
その後、偶然再会した高校時代の同級生が海外ドラマ関連の制作会社に務めており、その同級生から「英語を学んだのだから出来るだろう」と勧められたことで、海外ドラマの翻訳業務を行うようになる。デビュー作は『ビーバーちゃん』。
当初は翻訳と同時に、担当した作品の吹き替えに本名で出演するなど声優としても活動したが、後に翻訳業に専念。海外ドラマ以外にも、1966年放送の『子鹿物語』からは映画など長編作品の翻訳も手掛け、以降は吹き替えと字幕の翻訳で活動。
2011年、長年担当した『ER緊急救命室』シリーズが終了すると同時に、海外ドラマ（テレビシリーズ）の翻訳業からは引退した。

## 人物・翻訳
吹き替えの創生期から第一線で活躍した。
木原の翻訳の良さには、適度な意訳も用いて喋り言葉になっている点が挙げられている。演出家の伊達康将は「自分がアテレコもやっていらしたので、演技として喋りやすい言葉を考えてくれます」と評し、同じ演出家の加藤敏は「ちゃんと喋り言葉で台詞を作ってくれる。そこが素晴らしいと思いますね」と語っている。
翻訳について「英語の場合は、ストレート過ぎる言い回しが多いのです」「（訳の）正確さも大事ですが、ただ訳しただけでは機械翻訳と同じで、意味は通じてもニュアンスは表現出来ません。そのあたりの表現が、翻訳者としての腕の見せどころだろうと考えています」と述べ、日本語として自然に聞こえることを強く意識している。例として、ある作品でヒロインが激情にかられて繰り返す『I love you！』という台詞に、日本人は『愛してる！』とはめったに言わず直訳だと不自然だと、原語の意味やニュアンスを理解した上で『私を殺して！　死んでもいいの！』という訳をつけたという。
翻訳に流行語を採り入れることは、すぐに古くなることからあまり好まなかった。また、それよりかは日本語として分かりやすく、かつ、人の心を打つ台詞を考えることを重視していた。
吹き替えでは小林守夫や佐藤敏夫と組むことが多かった。木原は佐藤について「翻訳を大事にしてくれる演出家なんです」と語り、現場で訳を変更する場合には必ず相談してくれたという。

### エピソード
自身が過去に担当した訳は「やり直したくなることが多いので、極力見ないようにしています（笑）」と語っている。
好きな映画のジャンルは、『スーパーマン』や『インディ・ジョーンズ』シリーズなどロマンティック・アドべンチャーなもの。特にショーン・コネリー主演の『007』シリーズは、携帯のメールアドレスにその原題を入れるほどのファンだという。その他に好きな作品には、『ゴッド・ファーザー』や『真夜中のカーボーイ』を挙げている。

## 主な翻訳作品

### 吹き替え

#### ドラマ
- アメリカン・ヒーロー
- 宇宙大作戦
- 奥さまは魔女
- シークエスト
- ジス・マン・ドーソン ※小林清志と共同で担当
- スパイ大作戦
- 新スパイ大作戦
- タイムトンネル[8]
- 地上最強の美女バイオニック・ジェミー
- 地方検事
- チャーリーズ・エンジェル
- 超音速攻撃ヘリ エアーウルフ
- ハーバー・コマンド
- ハイウェイ・パトロール
- パトカーアダム30
- ビーバーちゃん
- ミステリー・ゾーン
- 名犬リンチンチン
- ER緊急救命室
- V

#### 映画
- 007シリーズ
  - 007/ドクター・ノオ（TBS版）
  - 007/ゴールドフィンガー（テレビ朝日版、日本テレビ版）
  - 007/サンダーボール作戦（TBS版）
  - 007は二度死ぬ（TBS版）
  - 女王陛下の007（TBS版）
  - 007/ダイヤモンドは永遠に（TBS版、新旧）
  - 007/死ぬのは奴らだ（TBS版、新旧）
  - 007/黄金銃を持つ男（TBS版）
  - 007/私を愛したスパイ（TBS版、新旧）
  - 007/ムーンレイカー（TBS版）
  - 007/ユア・アイズ・オンリー（TBS版）
  - 007/オクトパシー（TBS版）
- インディ・ジョーンズシリーズ
  - レイダース/失われたアーク《聖櫃》（日本テレビ版、ソフト版）
  - インディ・ジョーンズ/魔宮の伝説（日本テレビ版、ソフト版）
  - インディ・ジョーンズ/最後の聖戦（フジテレビ版、日本テレビ版）
- ゴッドファーザーシリーズ
  - ゴッドファーザー（日本テレビ版）
  - ゴッドファーザーPARTIII（フジテレビ版）
  - ゴッドファーザー・サガ
- ジュラシック・パークシリーズ
  - ジュラシック・パーク
  - ロスト・ワールド/ジュラシック・パーク
  - ジュラシック・パークIII
- スーパーマンシリーズ
  - スーパーマン（テレビ朝日版、新旧）
  - スーパーマンII（テレビ朝日版、TBS版）
  - スーパーマンIII/電子の要塞
  - スーパーマンⅣ（テレビ東京版）
- ロッキーシリーズ
  - ロッキー
  - ロッキー2
  - ロッキー3（TBS版、日本テレビ版）
- アビス（ソフト版）
- 悪魔の改造人間
- ア・フュー・グッドメン
- エイジ・オブ・イノセンス/汚れなき情事
- 大いなる西部（NETテレビ新版）
- OK牧場の決斗（テレビ東京版、日本テレビ版）
- 風と共に去りぬ（ワーナー版、日本テレビ版、テレビ東京版）
- 華麗なる賭け（TBS版）
- カプリコン・1（テレビ朝日版）
- がんばれ!ベアーズ（テレビ朝日版）
- 騎兵隊（テレビ朝日版、TBS旧版・新版）
- キングコング（日本テレビ版）
- ケープ・フィアー（ソフト版）
- 心のままに
- GODZILLA（ソフト版）
- コブラ（TBS版）
- コマンド戦略（NETテレビ版、TBS版）
- サブウェイ・パニック
- ザ・ロック（日本テレビ版）
- サンタクロース（劇場公開版）
- シェーン（日本テレビ版、テレビ朝日版、テレビ東京版）
- 十二人の怒れる男（テレビ朝日版）
- ジュマンジ（ソフト版）
- ジョーズ（TBS版）
- スタートレックIII ミスター・スポックを探せ!（日本テレビ版、ソフト版）
- 続・夕陽のガンマン
- 大脱走（フジテレビ版、テレビ東京版）
- ダーティハリー4
- タワーリング・インフェルノ（日本テレビ版、TBS版）
- トップガン（フジ版）
- ドラゴンハート（ソフト版）
- 野のユリ
- ハード・ウェイ（ソフト版）
- 陪審員（ソフト版）
- ハロウィン4 ブギーマン復活（VHS版）
- ピースメーカー（TBS版）
- ファイナル・カウントダウン（TBS版）
- ファイヤーフォックス（TBS版）
- 普通の人々（テレビ朝日版、ソフト版）
- 武器よさらば（NETテレビ版）
- ブリット（テレビ朝日版）
- ペーパー・ムーン
- 真夜中のカーボーイ
- 未知との遭遇（テレビ朝日旧版）
- ミッション:インポッシブル（ソフト版）
- めぐり逢えたら（ソフト版）
- 夜の大捜査線（NETテレビ版、TBS版）
- ラスト・アクション・ヒーロー（ソフト版）
- レディホーク（フジテレビ版）
- ローマの休日（フジテレビ版、テレビ朝日版、TBS版、ソフト版）
- ロボコップ3（ソフト版、テレビ東京版）
- 1492 コロンブス
- 48時間PART2/帰って来たふたり（ソフト版、フジテレビ版、日本テレビ版）

#### アニメ
- ライオン・キング

#### 人形劇
- サンダーバード

### 字幕
- 彼はメイド・イン・パリ
- 風と共に去りぬ（VHS版）森みさと共同
- キングコング（NHK-BS2版）
- 地獄の黙示録（CIC・ビクターDVD版）
- シャレード（NBCユニバーサルDVD版）
- ゾンビ（CICビクターVHS1985年版）
- トレマーズ
- 2001年宇宙の旅[9]
- スター・トレック（DVD、ブルーレイ版）
- スタートレックII カーンの逆襲（DVD、ブルーレイ版）
- スタートレックV 新たなる未知へ（DVD、ブルーレイ版）
- スタートレック 叛乱（劇場版）[10]
- 普通の人々（DVD、ブルーレイ版）

## 出演
※いずれも河内 博名義で出演
- コンバット!（ドク・ウォルトン）
- サンセット77（クーキー）

## 書籍
- 『ことばの試写室』KDDクリエイティブ、1992年。ISBN 4906372015。